# Mortonagrion falcatum
Mortonagrion falcatum – gatunek ważki z rodziny łątkowatych (Coenagrionidae).